# Maurice Kraitchik
Maurice Kraïtchik (né le 21 avril 1882 à Minsk en Russie et mort le 19 août 1957 à Bruxelles) est un mathématicien et vulgarisateur scientifique belge. Il s'est surtout intéressé à la théorie des nombres et aux mathématiques récréatives. Il est connu pour avoir imaginé le paradoxe des deux enveloppes en 1953 et pour avoir établi une formule permettant de trouver le jour de la semaine d'une date donnée dans le calendrier grégorien.

## Biographie
Kraïtchik fréquenta le lycée en Russie jusqu'en 1903, mais ne pouvait y poursuivre des études compte tenu des restrictions imposées aux juifs. Il partit pour étudier les mathématiques en France, mais arrivé à Liège, il apprit qu'il pourrait y faire les mêmes études à condition de passer un examen. Recalé pour sa connaissance insuffisante de la langue française, il fut pourtant autorisé à suivre les cours d'ingénieur en électrotechnique, et obtint son diplôme en 1910.
Kraïtchik écrit plusieurs ouvrages sur la théorie des nombres entre 1922 et 1930 et de 1931 à 1939 il édite la revue Sphinx, un mensuel consacré aux mathématiques récréatives. À la suite du succès grandissant du Sphinx, il organise à Bruxelles, en 1935, le premier congrès international des récréation mathématique, un second congrès est organisé à Paris en 1937,.
Au cours de la Seconde Guerre mondiale, Kraïtchik émigre aux États-Unis, où il enseigne à la New School for Social Research à New York sur le thème général de « récréations mathématiques ».
Kraïtchik est agrégé de l'Université libre de Bruxelles, ingénieur à la Société financière de transports et d'entreprises industrielles (Sofina) et directeur de l'Institut des Hautes Études de Belgique. Il donnait parfois des spectacles de calcul mental, et a donné, au club d'échecs de Bruxelles, des parties simultanées à l'aveugle, contre dix, puis quinze joueurs.
Il a publié en 1926 une version améliorée du critère de divisibilité de Pierre de Fermat, qui, développée par Carl Pomerance, a abouti au crible quadratique.
Dans son recueil, La Mathématique des jeux, il distingue :
- les jeux de calcul, et parmi ceux-là,
  - les jeux de hasard,
  - les casse-têtes mathématiques ;
- les jeux de situation, que Kraïtchik divise  en
  - jeux de position (dames, échecs, etc.),
  - jeux de permutation (carrés magiques, jeu de taquin, halma, patiences).

## Publications
- Théorie des nombres, Paris, Gauthier-Villars, 1922.
- Recherches sur la théorie des nombres, Paris, Gauthier-Villars, 1924
- Alignement Charts, New York, Van Nostrand, 1944. Il s'agit d'un exposé de la nomographie de M. d'Ocagne au public anglophone.
- La Mathématique des jeux ou Récréations mathématiques, Paris, Vuibert, 1930, 566 pages. Traduit en anglais sous le titre Mathematical recreations, éd. W. W. Norton (1942) et George Allen & Unwill Ltd. (Londres, 1943, 1955,1960) ; réimprimé par les éd. Dover (New York, 1953).
- Le Calendrier, chap. 5 en mathématiques Récréations, New York, W.W. Norton, p. 109-116, 1942.